# Пацев
Пацев (пол. Pacew) — село в Польщі, у гміні Промна Білобжезького повіту Мазовецького воєводства.
Населення — 236 осіб (2011).
У 1975-1998 роках село належало до Радомського воєводства.

## Демографія
Демографічна структура станом на 31 березня 2011 року:
|          | Загалом | Допрацездатний вік | Працездатний вік | Постпрацездатний вік |
| -------- | ------- | ------------------ | ---------------- | -------------------- |
| Чоловіки | 117     | 24                 | 75               | 18                   |
| Жінки    | 119     | 18                 | 70               | 31                   |
| Разом    | 236     | 42                 | 145              | 49                   |